# Emmanuel Top
Emmanuel Top est un compositeur et producteur  Français de musique électronique né le 30 octobre 1971 à Tourcoing.

## Biographie
Emmanuel Top est né le 30 octobre 1971 à Tourcoing. Il fait ses études primaires au collège du Sacré-Cœur à Tourcoing puis à l'institution Saint-Benoit à Roubaix.
Il commence sa carrière à la fin des années 1980 en pleine vague New beat sur le label belge DIKI Records.
Il y rencontre Bruno Sanchioni de Age of Love, futurs partenaires et membres de BBE.
Il sort ses premières morceaux sous divers pseudonymes tels que Bazz, Plexus, Introsik et autres.
Les titres de Plexus Cactus Rhythm, Raw Mission et Auto Shutter rencontrent beaucoup de succès en club, attirant même l'attention de la chaine ARTE lors d'un reportage sur la techno en 1992.
En 1992, il crée son propre studio "Le Studio des Ondes", sa propre maison d’édition "Emmanuel Top Éditions" et son propre label Attack Records.
Il y publiera ses premiers maxis de façon anonyme (white labels) mais également des titres de son frère Jean-François dont le hit "Sex-A-Phone" sous le nom Karlos Mendez.
En 1994, il commence à éditer ses premiers succès tel que Ecsta-deal, Turkish Bazaar et Acid Phase, encore très régulièrement joués en club.
Il sera remarqué en 1995 par le label anglais Novamute, filiale techno du label Mute de Daniel Miller, qui accueille à la même période d'autres figures emblématiques de la scène techno : Richie Hawtin (aka Plastikman), Speedy J et Moby.
En 1995, Il y publiera Lobotomie, titre qui sera notamment joué lors des DJ sets de The Chemical Brothers.
Il est avec Daft Punk (chez Soma) et AIR (chez Mo'Wax), l'un des premiers artistes français de musique électronique à être publié sur un label anglais.
Il devient l'un des premiers DJ français à rencontrer un succès international.
1995, il publie une compilation Release.
La même année, il crée le label Triangle, inspiré "Trance music", avec un premier titre annonciateur "Fusion".
En 1996, son album Asteroid sur Novamute.
Tout en poursuivant sa carrière personnelle, Il fonde le groupe BBE qui crée l’événement avec le titre Seven Days and One week (no 1 Summer hit Ibiza 1996).
En 1997, BBE sort son album Games qui sera distribué par la major EMI.
En 1997, Il crée également les labels Electret et Ô Records.
Il publie sur Electret des titres house et électro dont certains sous divers pseudonymes (Sigrid, Fr F2, Kong).
Le label Ô Records lui permet de publier des artistes aux sonorités différentes de la sienne.
1998 et 2001, Il publie deux autres séries de maxis sur Attack records.
En 2002, il sort une nouvelle compilation sur Kosmo records.
Pourtant en 2003, lassé par l'industrie phonographique et le "music business", il met toutes ses activités musicales en sommeil.
Après dix ans de silence, le 26 février 2010, Emmanuel Top présente sur sa page Facebook un nouveau morceau intitulé Idealism aux sonorités acid et ambient.
À partir de décembre 2010, Emmanuel Top réédite au format numérique l'intégralité de son catalogue 1993-2002 incluant des titres rares et inédits.
Le 3 mars 2011 sort le single Addiction / Revival, suivi par Cyclic / Flux le 1er août 2011 et Le Sous-sol le 31 janvier 2012 sur Planète rouge, le label de Terence Fixmer.
En 2011 et 2012 sortent plusieurs titres inédits.
En janvier 2013 débute la publication mensuelle d'une série de 12 albums baptisée Soundtrack.
En août 2013, il publie une nouvelle compilation de ses premières compositions : Backcatalog 1991-1993.
En octobre 2013, il publie un nouvel album de style ambient: Perceptions.
En novembre 2013, sort l'album Musiques pour ascenseur aux influences drum and bass.
En 2014, il sort plusieurs maxis et l'album Origin marquant la naissance d'un de ses fils.
Après avoir été absent pour des raisons de santé, Emmanuel Top revient en 2016 en tant que DJ pour plusieurs festivals dont l'Astropolis et sort en juin 2016 un nouveau maxi Lost in Berlin sur son nouveau label Fokalm.
2017, plusieurs collaborations et sorties annoncées.

## Discographie

### Albums
- 1996 : Asteroid (Novamute)
- 2013 : Soundtrack I à XII (12 volumes) (Attack Records)
- 2013 : Perceptions (Attack Records)
- 2013 : Musiques pour ascenseur (Attack Records)
- 2014 : Origin (Attack records)

### Compilations
- 1995 : Release (Attack Records)
- 1997 : The Collection (Le Petit Prince)
- 2002 : Emmanuel Top (Independance Records / Virgin France)
- 2011 : Fondamental (Attack Records)
- 2011 : Spacetime (Attack Records)
- 2011 : Specials 'Phase One' (Attack Records)
- 2011 : Specials 'Phase Two' (Attack Records)
- 2013 : Backcatalog 1991-1993 (Attack Records)

### Singles / EP
- 1993 :
  - {\displaystyle \scriptstyle {}^{1}\!/\!_{2}} / {\displaystyle \scriptstyle {}^{2}\!/\!_{1}} (Attack Records)
  -  / {\displaystyle \flat } (Attack Records)
  - OUT OUT OUT OUT (Attack Records)
- 1994 :
  - Ecsta-Deal / Latex Culture (Attack Records)
  - Turkish Bazar / Equilibrism / Cosmic Event (Attack Records)
  - This Is A ... ? / Acid Phase (Attack Records)
  - So Cold / Play It Loud (Attack Records)
  - Lobotomie / Pulsions (Novamute)
- 1995 :
  - Tone / La Pipe A Eau (Attack Records)
  - Climax V 1.1 / Radio (Attack Records)
  - Stress / Chill Out (Attack Records)
  - Fly-Tox EP (Dance Opera)
  - TriCid Remixes (POF)
  - Fusion / Static (Triangle)
- 1996 :
  - Spherique (Novamute)
  - So Cold (Le Petit Prince)
- 1998 :
  - Upgrade / Throb (Attack Records)
  - Shotgun / Next Track, The Silence (Attack Records)
  - Harmonious Therapy / Ink (Attack Records)
  - Ode / Honky-tonk (Attack Records)
- 2001 :
  - Detune My Fortune / Binary Society (Attack Records)
  - Marguerite / Rhesus (Attack Records)
  - Acidity / Voyage (Attack Records)
  - Connected / Mad Dog (Attack Records)
  - Brutal / Contemporain (Attack Records)
  - BBE vs Emmanuel Top : Orion (Electret)
- 2002 :
  - Acid Phase 2002 (Kosmo Records)
  - Turkish Bazar 2002 (Kosmo Records)
- 2003 :
  - Mars (Tracid-Traxxx)
- 2011 :
  - Addiction / Revival (Planète Rouge)
  - Dominos (Attack Records)
  - Assemblage (Attack Records)
  - Idealism (Attack Records)
  - Cyclic / Flux (Planète Rouge)
  - Kong (Attack Records) ; sorti précédemment en 2001 sous le nom de Kong sur le label Electret
  - Ventura / Belmondo (Attack Records)
  - Ashram (Attack Records)
  - Titans (Attack Records)
- 2012 :
  - Le Sous-sol (Planète Rouge)
  - Resilient (Attack records)
  - Aéro (Attack records)
  - Absolu (Attack records)
  - Circle (Attack records)
  - Brazil (Attack records)
  - Stress Reworked Mix (Attack records)
  - Artic (Attack records)
  - Totem (Attack records)
  - Echo (Attack records)
- 2014 :
  - Reflections On a Bygone Age (Attack records)
  - Strict Respect of a Black Sound (Attack records)
  - The Impostor of the Carousel (Attack records)
  - Guerreros (Attack records)
  - Moroccan Couscous (Attack records)
  - Glitter and Illusions (Attack records)
- 2016 :
  - Lost in Berlin (FoKalm)

### Collaborations
- BAZZ (Bruno Sanchioni, Emmanuel Top, Roger Samijn)
  - House of Pax, 1991 (Diki)
  - H.A.R.M.O.N.Y, 1991 (Diki)
  - Out Dope, 1992 (Diki)

- BBE (Bruno Sanchioni, Bruno Quartier, Emmanuel Top)
  - Seven Days & one Week, 1996 (Triangle)
  - Flash, 1997 (Triangle)
  - Desire, 1997 (Triangle)
  - Revision, 1997 (Satellite)
  - Games (album) 1998 (Triangle/Labels)
  - BBE vs Emmanuel Top : Orion, 2001 (Electret)
  - Free 2002, (Kosmo Records)
  - Hollywood, 2003 (Kosmo Records)

- BST (Bruno Sanchioni, Emmanuel Top)
  - Êtes-vous coupable ?, 1992 (Diki)

- Classex (Bruno Sanchioni, Emmanuel Top, Roger Samijn)
  - Ze Black Messe, 1991 (Diki)

- Enter (Bruno Sanchioni, Emmanuel Top)
  - Load & Save, 1997 (Triangle)

- Human Factor (Bruno Sanchioni, Emmanuel Top)
  - Disco Break, 1999 (Omnisounds)

- Illicit Experiment (Bruno Sanchioni, Emmanuel Top)
  - Volume 1, 1992 (Hit the Beat)

- Introsik (Bruno Sanchioni, Emmanuel Top)
  - Heavy Atmosphere, 1991 (Diki)

- Karlos Mendes (Emmanuel Top, Jean-François Top)
  - Sex-A-Phone, 1993 (Attack records)

- Krankenhaus (Emmanuel Top, Jean-François Top)
  - Krankenhaus, 1993 (Attack records)
  - Emergency, 1994  (Attack records)

- Plexus (Bruno Sanchioni, Emmanuel Top)
  - Cactus Rhytm, 1991 (Diki)
  - Raw Mission, 1991 (Diki)
  - Auto Shutter, 1992 (Diki)

- Public Ambient (Bruno Sanchioni, Emmanuel Top, Roger Samijn)
  - Revival Shadows, 1992 (Diki)
  - Skinflint, 1992 (Diki)

- Red Princess (Bruno Sanchioni, Emmanuel Top, Roger Samijn)
  - Move your Feet, 1991 (Diki)

- Two Fishes (Bruno Sanchioni, Emmanuel Top)
  - The Opera, 1999 (Omnisounds)

### Remixes
- Plexus, Cactus Rhythm (Mixed by Manu), 1991
- Age of Love, The Age of Love (Emmanuel Top Remix), 1997
- Neneh Cherry, Carry Me (Emmanuel Top Remix), 1997
- Afrika Bambaataa and Westbam proudly present I.F.O. (Identified Flying Objects), Agharta - The City of Shamballa (Emmanuel Top Remix), 1998
- Two Fishes, The Opera (Emmanuel Top Mix), 1999
- Human Factor, Disco Break (Emmanuel Top Mix), 1999
- Sa Trincha, Push and Shove (Emmanuel Top Club Mix), 2000
- Kai Tracid, 4 Just 1 Day (Emmanuel Top rmx), 2002
- Kaylab, Do Not Attempt (Emmanuel Top Remix), 2003